# Населення Сирії
Населення Сирії. Чисельність населення країни 2014 року становила 17,064 млн осіб (65-те місце у світі). Близько 21 тис. єврейських поселенців мешкає на окупованих 1967 року Ізраїлем Голанських висотах. Чисельність сирійців стабільно зменшується, народжуваність 2015 року становила 22,17 ‰ (74-те місце у світі), смертність — 4 ‰ (208-ме місце у світі), природна депопуляція — 0,16 % (213-те місце у світі) . 

## Природний рух

### Відтворення
Народжуваність у Сирії, станом на 2015 рік, дорівнює 22,17 ‰ (74-те місце у світі). Коефіцієнт потенційної народжуваності 2015 року становив 2,6 дитини на одну жінку (74-те місце у світі). Рівень застосування контрацепції 53,9 % (станом на 2010 рік).
Смертність у Сирії 2015 року становила 4 ‰ (208-ме місце у світі).
Природний приріст населення в країні 2015 року був негативним і становив -0,16 % (депопуляція) (213-те місце у світі).

### Вікова структура

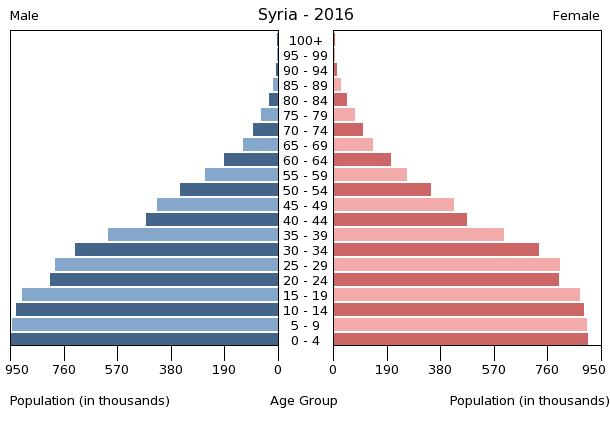
Віково-статева піраміда населення Сирії, 2016 рік

Середній вік населення Сирії становить 24,1 року (161-ше місце у світі): для чоловіків — 23,7, для жінок — 24,6 року. Очікувана середня тривалість життя 2015 року становила 74,69 року (114-те місце у світі), для чоловіків — 72,31 року, для жінок — 77,21 року.
Вікова структура населення Сирії, станом на 2015 рік, мала такий вигляд:
- діти віком до 14 років — 32,49 % (2 841 760 чоловіків, 2 701 998 жінок);
- молодь віком 15—24 роки — 19,85 % (1 713 286 чоловіків, 1 673 560 жінок);
- дорослі віком 25—54 роки — 38,57 % (3 283 267 чоловіків, 3 298 387 жінок);
- особи передпохилого віку (55—64 роки) — 5,07 % (427 655 чоловіків, 438 105 жінок);
- особи похилого віку (65 років і старіші) — 4,02 % (309 947 чоловіків, 376 889 жінок)[1].

### Шлюбність— розлучуваність
Коефіцієнт шлюбності, тобто кількість шлюбів на 1 тис. осіб за календарний рік, дорівнює 10,6; коефіцієнт розлучуваності — 1,0; індекс розлучуваності, тобто відношення шлюбів до розлучень за календарний рік — 9 (дані за 2006 рік).

## Розселення
Густота населення країни 2015 року становила 100,8 особи/км² (96-те місце у світі).

### Урбанізація
Сирія високоурбанізована країна. Рівень урбанізованості становить 57,7 % населення країни (станом на 2015 рік), темпи зростання частки міського населення — 1,37 % (оцінка тренду за 2010—2015 роки).
Головні міста держави: Халеб — 3,562 млн осіб, Дамаск (столиця) — 2,566 млн осіб, Хомс — 1,641 млн осіб, Хама — 1,237 млн осіб, Латтакія — 781,0 тис. осіб (дані за 2015 рік).

### Міграції
Річний рівень еміграції 2015 року становив -19,79 ‰ (220-те місце у світі). Цей показник не враховує різниці між законними і незаконними мігрантами, між біженцями, трудовими мігрантами та іншими.

#### Біженці й вимушені переселенці
Станом на 2014 рік, в країні постійно перебуває 526,74 тис. палестинських біженців, та невизначена кількість з Іраку. Через тривалу громадянську війну від 2011 року, більше 4,8 млн громадян держави шукають притулку в Єгипті, Іраці, Йорданії, Лівані, Туреччині. У той самий час у країні, станом на 2015 рік, в самій країні налічується 6,56 млн внутрішньо переміщених осіб.
У країні мешкає 160 тис. осіб без громадянства, переважно курдів і палестинців, що позбавлені права голосувати, володіти землею, обіймати державні посади.

## Расово-етнічний склад
| Етнічний склад (2015 рік) | Етнічний склад (2015 рік) | Етнічний склад (2015 рік) | Етнічний склад (2015 рік) | Етнічний склад (2015 рік) |
| ------------------------- | ------------------------- | ------------------------- | ------------------------- | ------------------------- |
| Етнос:                    |                           |                           | Відсоток:                 |                           |
| араби                     | араби                     |                           | 90.3%                     | 90.3%                     |
| інші                      | інші                      |                           | 9.7%                      | 9.7%                      |

Головні етноси країни: араби — 90,3 %, курди, вірмени та інші — 9,7 % населення.

## Мови
| Мови Сирії (2015 рік) | Мови Сирії (2015 рік) | Мови Сирії (2015 рік) | Мови Сирії (2015 рік) | Мови Сирії (2015 рік) |
| --------------------- | --------------------- | --------------------- | --------------------- | --------------------- |
| Мова:                 |                       |                       | Відсоток:             |                       |
| арабська              | арабська              |                       | %                     | %                     |
| курдська              | курдська              |                       | %                     | %                     |
| вірменська            | вірменська            |                       | %                     | %                     |
| арамейська            | арамейська            |                       | %                     | %                     |
| черкеська             | черкеська             |                       | %                     | %                     |
| французька            | французька            |                       | %                     | %                     |
| англійська            | англійська            |                       | %                     | %                     |

Офіційна мова: арабська. Інші поширені мови: курдська, вірменська, арамейська, черкеська, французька, англійська.

## Релігії

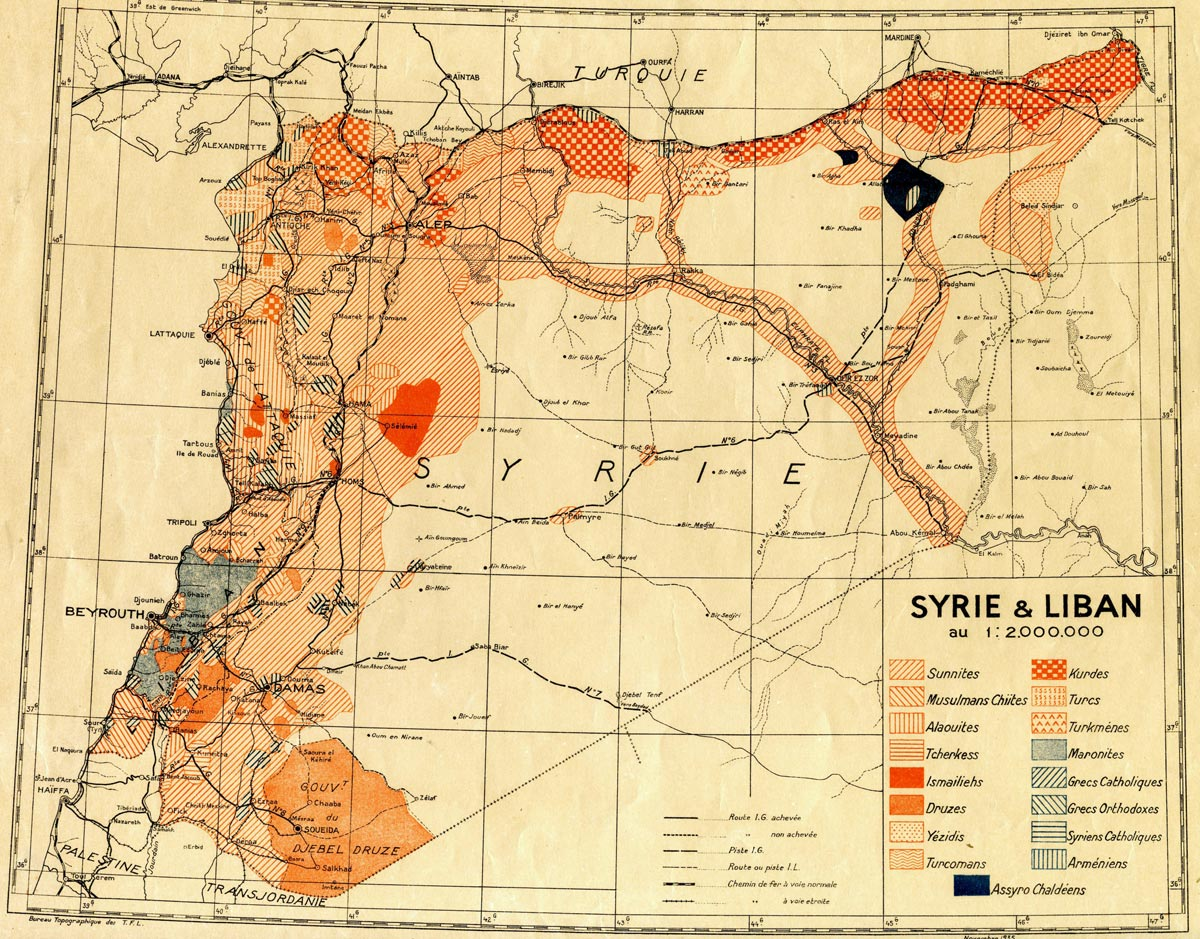
Етнорелігійна мапа Сирії, 1935 рік
Етнорелігійна мапа Сирії, 1976 рік

| Релігії в Сирії (2009 рік) | Релігії в Сирії (2009 рік) | Релігії в Сирії (2009 рік) | Релігії в Сирії (2009 рік) | Релігії в Сирії (2009 рік) |
| -------------------------- | -------------------------- | -------------------------- | -------------------------- | -------------------------- |
| Віросповідання:            |                            |                            | Відсоток:                  |                            |
| мусульмани                 | мусульмани                 |                            | 87%                        | 87%                        |
| інші                       | інші                       |                            | 10%                        | 10%                        |
| друзи                      | друзи                      |                            | 3%                         | 3%                         |

Головні релігії й вірування, які сповідує, і конфесії та церковні організації, до яких відносить себе населення країни: іслам — 87 % (державна релігія; сунізм — 74 %, алавіти, ісмаїліти й шиїти — 13 %), християнство (православ'я, несторіанство) — 10 %, друзи — 3 %, юдаїзм (донедавна невеликі групи мешкали в Дамаску й Халебі).
- Етнорелігійна мапа Сирії, 1935 рік (фр.)
- Етнорелігійна мапа Сирії, 1976 рік (англ.)

## Освіта
Рівень письменності 2015 року становив 86,4 % дорослого населення (віком від 15 років): 91,7 % — серед чоловіків, 81 % — серед жінок.
Державні витрати на освіту становлять 5,1 % ВВП країни, станом на 2009 рік (70-те місце у світі). Середня тривалість освіти становить 9 років, для хлопців — до 9 років, для дівчат — до 9 років (станом на 2013 рік).

## Охорона здоров'я
Забезпеченість лікарями в країні на рівні 1,46 лікаря на 1000 мешканців (станом на 2010 рік). Забезпеченість лікарняними ліжками в стаціонарах — 1,5 ліжка на 1000 мешканців (станом на 2012 рік). Загальні витрати на охорону здоров'я 2014 року становили 3,3 % ВВП країни (176-те місце у світі).
Смертність немовлят до 1 року, станом на 2015 рік, становила 15,61 ‰ (103-тє місце у світі); хлопчиків — 17,95 ‰, дівчаток — 13,13 ‰. Рівень материнської смертності 2015 року становив 68 випадків на 100 тис. народжень (87-ме місце у світі).
Сирія входить до складу ряду міжнародних організацій: Міжнародного руху (ICRM) і Міжнародної федерації товариств Червоного Хреста і Червоного Півмісяця (IFRCS), Дитячого фонду ООН (UNISEF), Всесвітньої організації охорони здоров'я (WHO).

### Захворювання
2014 року було зареєстровано 9 тис. хворих на СНІД (121-ше місце в світі), це 0,01 % населення в репродуктивному віці 15—49 років (132-ге місце у світі). Смертність 2014 року від цієї хвороби становила приблизно 100 осіб (110-те місце у світі).
Частка дорослого населення з високим індексом маси тіла 2014 року становила 21,6 % (41-ше місце у світі); частка дітей віком до 5 років зі зниженою масою тіла становила 10,1 % (оцінка на 2009 рік). Ця статистика показує як власне стан харчування, так і наявну/гіпотетичну поширеність різних захворювань.

### Санітарія
Доступ до облаштованих джерел питної води 2015 року мало 92,3 % населення в містах і 87,2 % в сільській місцевості; загалом 90,1 % населення країни. Відсоток забезпеченості населення доступом до облаштованого водовідведення (каналізація, септик): в містах — 96,2 %, в сільській місцевості — 95,1 %, загалом по країні — 95,7 % (станом на 2015 рік). Споживання прісної води, станом на 2005 рік, дорівнює 16,76 км³ на рік, або 867,4 тонни на одного мешканця на рік: з яких 9 % припадає на побутові, 4 % — на промислові, 88 % — на сільськогосподарські потреби.

## Соціально-економічне положення
Співвідношення осіб, що в економічному плані залежать від інших, до осіб працездатного віку (15—64 роки) загалом становить 70 % (станом на 2015 рік): частка дітей — 63,1 %; частка осіб похилого віку — 6,9 %, або 14,5 потенційно працездатного на 1 пенсіонера. Загалом дані показники характеризують рівень затребуваності державної допомоги в секторах освіти, охорони здоров'я і пенсійного забезпечення, відповідно. За межею бідності 2014 року перебувало 82,5 % населення країни. Дані про розподіл доходів домогосподарств в країні відсутні.
Станом на 2013 рік, в країні 1,6 млн осіб не має доступу до електромереж; 96 % населення має доступ, в містах цей показник дорівнює 100 %, у сільській місцевості — 81 %. Рівень проникнення інтернет-технологій низький. Станом на липень 2015 року в країні налічувалось 5,116 млн унікальних інтернет-користувачів (71-ше місце у світі), що становило 30 % загальної кількості населення країни.

### Трудові ресурси
Загальні трудові ресурси 2015 року становили 3,798 млн осіб (95-те місце у світі). Зайнятість економічно активного населення у господарстві країни розподіляється таким чином: аграрне, лісове і рибне господарства — 17 %; промисловість і будівництво — 16 %; сфера послуг — 67 % (станом на 2008 рік). 192,91 тис. дітей у віці від 5 до 14 років (4 % загальної кількості) 2006 року були залучені до дитячої праці. Безробіття 2014 року дорівнювало 57,7 % працездатного населення, 2013 року — 49,7 % (203-тє місце у світі); серед молоді у віці 15-24 років ця частка становила 35,8 %, серед юнаків — 26,6 %, серед дівчат — 71,1 % (58-ме місце у світі).

## Кримінал

#### Наркотики

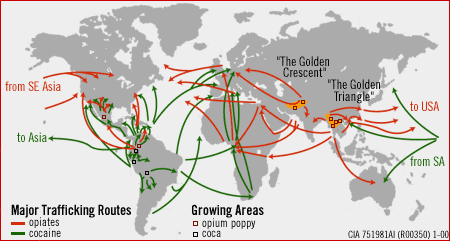
Світові маршрути наркотрафіку

Транзитна країна для наркотрафіку опіатів, гашишу, кокаїну, що прямує до регіону й далі на захід; через слабкий державний контроль, країна уразлива до відмивання грошей.

### Торгівля людьми
Згідно зі щорічною доповіддю про торгівлю людьми (англ. Trafficking in Persons Report) Управління з моніторингу та боротьби з торгівлею людьми Державного департаменту США, уряд Сирії не докладає зусиль в боротьбі з явищем примусової праці, сексуальної експлуатації, незаконною торгівлею внутрішніми органами, законодавство не відповідає мінімальним вимогам американського закону 2000 року щодо захисту жертв (англ. Trafficking Victims Protection Act’s), країна знаходиться у списку третього рівня.

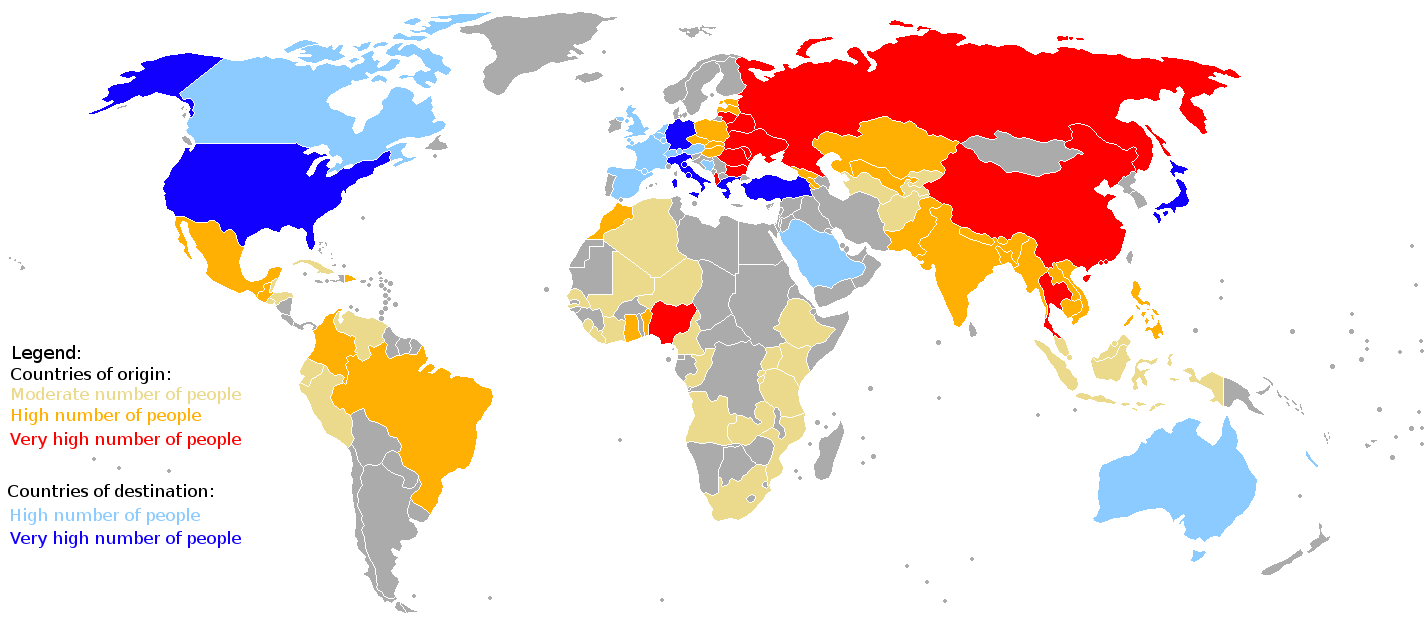
Країни-донори (червоний) і країни-реципієнти кримінальних потоків  (англ.)
Глобальна боротьба з торгівлею людьми (англ.)

## Гендерний стан
Статеве співвідношення (оцінка 2015 року):
- при народженні — 1,06 особи чоловічої статі на 1 особу жіночої;
- у віці до 14 років — 1,05 особи чоловічої статі на 1 особу жіночої;
- у віці 15—24 років — 1,02 особи чоловічої статі на 1 особу жіночої;
- у віці 25—54 років — 1 особи чоловічої статі на 1 особу жіночої;
- у віці 55—64 років — 0,98 особи чоловічої статі на 1 особу жіночої;
- у віці за 64 роки — 0,82 особи чоловічої статі на 1 особу жіночої;
- загалом — 1,01 особи чоловічої статі на 1 особу жіночої[1].

## Демографічні дослідження
Демографічні дослідження в країні ведуться рядом державних і наукових установ:

### Українською
- Атлас. 10-11 клас. Економічна і соціальна географія світу / упорядники :  О. Я. Скуратович, Н. І. Чанцева. — К. : ДНВП «Картографія», 2010. — ISBN 978-966-475-639-3.
- Атлас світу / голов. ред. І. С. Руденко ; зав. ред. В. В. Радченко ; відп. ред. О. В. Вакуленко. — К. : ДНВП «Картографія», 2005. — 336 с. — ISBN 9666315467.
- Безуглий В. В. Економічна і соціальна географія зарубіжних країн : Навчальний посібник. — К. : ВЦ «Академія», 2007. — 704 с. — ISBN 978-966-580-239-6.
- Безуглий В. В., Козинець С. В. Регіональна економічна і соціальна географія світу : Навчальний посібник. — видання 2-ге, доп., перероб. — К. : ВЦ «Академія», 2007. — 688 с. — ISBN 966-580-144-9.
- Головченко В. І., Кравчук О. Країнознавство: Азія, Африка, Латинська Америка, Австралія і Океанія. — К., 2006. — 335 с. — ISBN 966-8939-04-2.
- Гудзеляк І. І. Географія населення: Навчальний посібник / І. Гудзеляк. — Л. : Видавничий центр ЛНУ імені Івана Франка, 2008. — 232 с. — ISBN 978-966-613-599-8.
- Дахно І. І. Країни світу: Енциклопедичний довідник / І. І. Дахно, С. М. Тимофієв. — К. : Мапа, 2011. — 606 с. — (Бібліотека нового українця) — ISBN 978-966-8804-23-6.
- Дахно І. І. Економічна географія зарубіжних країн : навчальний посібник. — К. : Центр учбової літератури, 2014. — 319 с. — ISBN 978-611-01-0682-5.
- Джаман В. О. Регіональні системи розселення: демографічні аспекти. — Чернівці : Рута, 2003. — 392 с. — ISBN 9665685988.
- Дорошенко Л. С. Демографія: Навчальний посібник. — К. : МАУП, 2005. — 112 с. — ISBN 966-608-442-2.
- Дубович І. А. Країнознавчий словник-довідник. — 5-те вид., перероб. і доп. — К. : Знання, 2008. — 839 с. — ISBN 978-966-346-330-8.
- Економічна і соціальна географія країн світу. Навчальний посібник / За ред. Кузика С. П. — Л. : Світ, 2002. — 672 с. — ISBN 966-603-178-7.
- Загальна медична географія світу / В. О. Шевченко [та ін.] — К. : [б.в.], 1998. — 178 с.
- Ігнатьєв П. М. Країнознавство: Країни Азії. — Ч. : Книги-XXI, 2004. — 383 с. — ISBN 966-8029-53-4.
- Книш М. М., Мамчур О. І. Регіональна економічна і соціальна географія світу (Латинська Америка та Карибські країни, Африка, Азія, Океанія) : навч. посіб. — Л. : ЛНУ ім. Івана Франка, 2013. — 368 с. — ISBN 978-617-10-0007-0.
- Крисаченко В. С. Динаміка населення: Популяційні, етнічні та глобальні виміри. — К. : Видавництво Національного інституту стратегічних досліджень, 2005. — 368 с. — ISBN 966-554-083-1.
- Любіцева О. О., Мезенцев К. В., Павлов С. В. Географія релігій. — К. : АртЕК, 1999. — 504 с. — ISBN 966-505-006-0.
- Масляк П. О. Країнознавство. — К. : Знання, 2007. — 292 с. — (Вища освіта XXI століття)
- Масляк П. О., Дахно І. І. Економічна і соціальна географія світу / П. О. Масляк, І. І. Дахно ; за ред. П. О. Масляка. — К. : Вежа, 2003. — 280 с. — ISBN 966-7091-53-8.

### Російською
- (рос.) Сирия // Демографический энциклопедический словарь / главн. ред. Валентей Д. И. — М. : Советская энциклопедия, 1985. — 608 с.
- (рос.) Сирия // Страны и народы. Зарубежная Азия. Общий обзор. Юго-Западная Азия / Редкол. : Н. И. Прошин (отв. ред.), И. А. Дементьев и др. — М. : «Мысль», 1979. — 381 с. — (Страны и народы) — 180 тис. прим.
- (рос.) Атлас народов мира / Отв. ред. С. И. Брук и В. С. Апенченко. — М. : ГУГК ГГК СССР и Институт этнографии им. Н. Н. Миклухо-Маклая АН СССР, 1964. — 185 с. — 20 тис. прим.
- (рос.) Численность и расселение народов мира. Этнографические очерки / под ред. С. И. Брука. — М. : Издательство АН СССР, 1962. — 487 с.
- (рос.) Лаппо Г. М. География городов: Учебное пособие для географических факультетов вузов. — М. : Туманит, изд. центр ВЛАДОС, 1997. — 476 с. — ISBN 5-691-00047-0.
- (рос.) Ягельский А. География населения. — М. : Прогресс, 1980. — 383 с.